# 나카무라 하지메

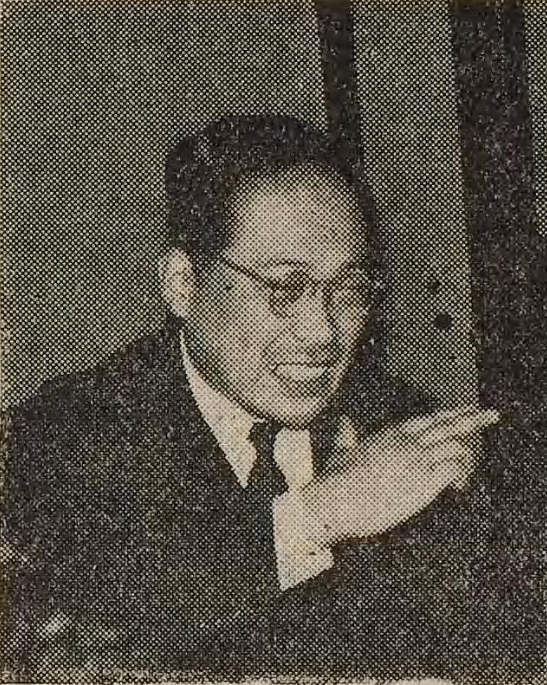

나카무라 하지메(中村元, 1912년 11월 28일 ~ 1999년 10월 10일)는 일본의 인도철학자, 불교학자이다. 도쿄 대학 명예교수이며, 일본 학사원 회원이다. 훈1등 서보장, 문화훈장, 자수포장 등을 받았다.
주된 전공 영역인 인도철학, 불교사상에 머물지 않고, 서양철학에도 폭넓은 지식을 가지면서 사상 면에서 동서양의 초극 또는 융합을 목표로 하였다.

## 약력
- 1912년 11월 28일, 시마네현 마쓰에시 도노 정(殿町)에서 출생.
- 1931년, 도쿄 고등사범학교 부속 중학교 졸업.
- 1934년, 구제 제1고등학교 졸업.
- 1936년, 도쿄 제국대학 문학부 인도철학범문학과 졸업.
- 1941년, 도쿄 제국대학 대학원 박사과정 수료. 우이 하쿠주에게 문헌학으로서의 불교학을 배웠고, 윤리학의 와쓰지 데쓰로와도 친분을 가짐.
- 1942년, 문학박사 학위 수여받음.
- 1943년, 도쿄 제국대학 조교수에 취임.
- 1954년부터 도쿄 대학 교수 취임(~1973년)
- 1957년, 《초기 베단타 철학사》(이와나미쇼텐)로 일본 학사원 은사상 수상.
- 1970년, 재단법인 동방연구회 설립. 초대 이사장에 취임.
- 1973년, 도쿄 대학을 정년 퇴임하고 명예교수가 됨. 동방학원 개설, 학원장 취임(~1999년).
- 1974년, 비교사상학의 선구자로서 비교사상학회 창설, 초대 회장에 취임(~1983년).
- 1977년, 문화훈장 수상. 문화공로자.
- 1984년, 훈1등 서보장 수상. 일본 학사원 회원이 됨.